# Campeonato Africano de Atletismo de 2022 - 200 m feminino
A prova dos 200 metros feminino do Campeonato Africano de Atletismo de 2022 foi disputada nos dias 11 e 12 de junho, no Complexo Esportivo Nacional Cote d'Or, em Saint Pierre, na Maurícia.

## Recordes
Antes desta competição, os recordes mundiais e do campeonato nesta prova eram os seguintes:
|                       | Nome                     | Nacionalidade  | Tempo  | Local   | Data                   |
| --------------------- | ------------------------ | -------------- | ------ | ------- | ---------------------- |
| Recorde mundial       | Florence Griffith Joyner | Estados Unidos | 21s 34 | Seul    | 29 de setembro de 1988 |
| Recorde do campeonato | Falilat Ogunkoya         | Nigéria        | 22s 22 | Dakar   | 22 de agosto de 1998   |
| Recorde africano      | Christine Mboma          | Namíbia        | 21s 78 | Zurique | 9 de setembro de 2021  |

## Medalhistas
| Ouro                 | Prata                | Bronze             |
| Aminatou Seyni (NIG) | Maximila Imali (KEN) | Rhoda Njobvu (ZAM) |

## Cronograma
Todos os horários são locais (UTC+4). 
| Data        | Hora  | Evento    |
| ----------- | ----- | --------- |
| 11 de junho | 09:10 | Bateria   |
| 11 de junho | 15:20 | Semifinal |
| 12 de junho | 16:20 | Final     |

## Resultados

### Bateria
Qualificação: 2 atletas de cada bateria (Q) mais os 6 melhores qualificados (q). 
Vento:
Bateria 1: +3.0 m/s, Bateria 2: +2.1 m/s, Bateria 3: +3.2 m/s, Bateria 4: +0.9 m/s, Bateria 5: +2.4 m/s
| Posição | Bateria | Atleta                   | Nacionalidade      | Tempo | Notas |
| ------- | ------- | ------------------------ | ------------------ | ----- | ----- |
| 1       | 3       | Aminatou Seyni           | Níger              | 22.62 | Q     |
| 2       | 3       | Tima Godbless            | Nigéria            | 22.99 | Q     |
| 3       | 5       | Quincy Malekani          | Zâmbia             | 23.22 | Q     |
| 4       | 3       | Lumeka Katundu           | Zâmbia             | 23.31 | q     |
| 5       | 4       | Maboundou Koné           | Costa do Marfim    | 23.35 | Q     |
| 6       | 1       | Shirley Nekhubui         | África do Sul      | 23.40 | Q     |
| 7       | 4       | Praise Idamadudu         | Nigéria            | 23.48 | Q     |
| 8       | 5       | Jacent Nyamahunge        | Uganda             | 23.53 | Q     |
| 9       | 5       | Maximila Imali           | Quênia             | 23.54 | q     |
| 10      | 1       | Natacha Ngoye Akamabi    | República do Congo | 23.55 | Q     |
| 11      | 2       | Rhoda Njobvu             | Zâmbia             | 23.55 | Q     |
| 12      | 2       | Banele Shabangu          | África do Sul      | 23.68 | Q     |
| 13      | 3       | Milcent Ndoro            | Quênia             | 23.76 | q     |
| 14      | 5       | Tamzin Thomas            | África do Sul      | 23.86 | q     |
| 15      | 5       | Anè Rautenbach           | Namíbia            | 23.92 | q     |
| 16      | 3       | Asimenye Simwaka         | Malawi             | 23.97 | q     |
| 17      | 2       | Baytula Alayu            | Etiópia            | 24.00 |       |
| 18      | 2       | Loungo Matlhaku          | Botswana           | 24.19 |       |
| 19      | 1       | Boitshepiso Kelapile     | Botswana           | 24.47 |       |
| 20      | 5       | Maimuna Jallow           | Gâmbia             | 24.57 |       |
| 21      | 3       | Madina Touré             | Burquina Fasso     | 24.63 |       |
| 22      | 4       | Eunice Murandafu         | Quênia             | 24.68 |       |
| 23      | 2       | Karel Elodie Ziketh      | Costa do Marfim    | 24.70 |       |
| 24      | 1       | Cynthia Namahako Georges | Madagáscar         | 24.71 |       |
| 25      | 4       | Amelie Anthony           | Ilhas Maurícias    | 24.78 |       |
| 26      | 5       | Bonguwe Mahlalela        | Essuatíni          | 24.83 |       |
| 27      | 1       | Pierrick Linda Moulin    | Gabão              | 24.87 |       |
| 28      | 4       | Astrid van Hoorn         | Moçambique         | 25.00 |       |
| 29      | 4       | Akouvi Koumedzina        | Togo               | 25.07 |       |
| 30      | 2       | Samira Awali             | Níger              | 25.50 |       |
| 31      | 4       | Winnie Sarefo            | Botswana           | 25.67 |       |
| 32      | 4       | Lucia Moris              | Sudão do Sul       | 26.00 |       |
| 33      | 1       | Beatrice Midomide        | Benim              | 26.50 |       |
| 99      | 1       | Linda Angounou           | Camarões           | DNS   |       |
| 99      | 1       | Gina Bass                | Gâmbia             | DNS   |       |
| 99      | 2       | Nyimasata Jawneh         | Gâmbia             | DNS   |       |
| 99      | 3       | Ebony Morrison           | Libéria            | DNS   |       |

### Semifinal
Qualificação: 3 atletas de cada bateria (Q) mais os 2 melhores qualificados (q).
Vento:
Bateria 1: +4.6 m/s, Bateria 2: +4.7 m/s
| Posição | Bateria | Atleta                | Nacionalidade      | Tempo | Notas |
| ------- | ------- | --------------------- | ------------------ | ----- | ----- |
| 1       | 2       | Aminatou Seyni        | Níger              | 22.78 | Q     |
| 2       | 2       | Natacha Ngoye Akamabi | República do Congo | 23.01 | Q     |
| 3       | 2       | Maximila Imali        | Quênia             | 23.10 | Q     |
| 4       | 1       | Lumeka Katundu        | Zâmbia             | 23.26 | Q     |
| 5       | 1       | Maboundou Koné        | Costa do Marfim    | 23.30 | Q     |
| 6       | 2       | Shirley Nekhubui      | África do Sul      | 23.33 | q     |
| 7       | 1       | Quincy Malekani       | Zâmbia             | 23.35 | Q     |
| 8       | 2       | Rhoda Njobvu          | Zâmbia             | 23.44 | q     |
| 9       | 1       | Banele Shabangu       | África do Sul      | 23.46 |       |
| 10      | 1       | Tima Godbless         | Nigéria            | 23.55 |       |
| 11      | 2       | Praise Idamadudu      | Nigéria            | 23.58 |       |
| 12      | 2       | Jacent Nyamahunge     | Uganda             | 23.69 |       |
| 13      | 1       | Tamzin Thomas         | África do Sul      | 23.85 |       |
| 14      | 1       | Milcent Ndoro         | Quênia             | 24.01 |       |
| 15      | 1       | Anè Rautenbach        | Namíbia            | 24.24 |       |
| 16      | 2       | Asimenye Simwaka      | Malawi             | 24.25 |       |

### Final
A final ocorreu dia 12 de junho às 16:20.
Vento: +0.4 m/s
| Posição           | Raia | Atleta                | Nacionalidade      | Tempo | Notas |
| ----------------- | ---- | --------------------- | ------------------ | ----- | ----- |
| Medalha de ouro   | 5    | Aminatou Seyni        | Níger              | 23.04 |       |
| Medalha de prata  | 7    | Maximila Imali        | Quênia             | 23.43 |       |
| Medalha de bronze | 2    | Rhoda Njobvu          | Zâmbia             | 23.51 |       |
| 4                 | 4    | Maboundou Koné        | Costa do Marfim    | 23.62 |       |
| 5                 | 8    | Quincy Malekani       | Zâmbia             | 23.63 |       |
| 6                 | 3    | Lumeka Katundu        | Zâmbia             | 23.64 |       |
| 7                 | 1    | Shirley Nekhubui      | África do Sul      | 23.72 |       |
| 8                 | 6    | Natacha Ngoye Akamabi | República do Congo | 24.45 |       |

Legenda
| Recorde mundial       | Recorde mundial (World record)               |                       | Recorde africano                      | Recorde africano (African) |                                           | Q | Classificado por posição (Qualified) |
| Recorde do campeonato | Recorde do campeonato (Championship record)  | Recorde da América    | Recorde da América (Americas)         | q                          | Classificado por melhor tempo (Qualified) |   |                                      |
| Melhor marca do ano   | Melhor marca do ano (World leading)          | Recorde asiático      | Recorde asiático (Asian)              | DNS                        | Não largou (Did not start)                |   |                                      |
| Recorde nacional      | Recorde nacional (National record)           | Recorde europeu       | Recorde europeu (European)            | DNF                        | Não terminou (Did not finish)             |   |                                      |
| Recorde pessoal       | Recorde pessoal do atleta (Personal best)    | Recorde da Oceania    | Recorde da Oceania (Oceania)          | DSQ / DQ                   | Desclassificado (Disqualified)            |   |                                      |
| Recorde da temporada  | Recorde da temporada do atleta (Season best) | Recorde sul-americano | Recorde sul-americano (South America) | NM                         | Sem marca (No mark)                       |   |                                      |